# Face Value (1917)
Face Value is een Amerikaanse dramafilm uit 1917 onder regie van Robert Z. Leonard.

## Verhaal
Joan Dabry werkt als sloof voor een wasvrouw. Ze brengt het grootste deel van de tijd door op straat en ze leert er de bendeleider Louis Maguire kennen. Hij dwingt haar om hem te helpen bij een overval. Ze wordt gearresteerd, maar ze kan ontsnappen op weg naar het verbeteringsgesticht. Ze wordt gevonden door een rijke jongeman.

## Rolverdeling
| Acteur             | Personage            |
| ------------------ | -------------------- |
| Mae Murray         | Joan Darby           |
| Clarissa Selwynne  | Mevrouw Van Twiller  |
| Florence Carpenter | Margaret Van Twiller |
| Wheeler Oakman     | Bertram Van Twiller  |
| Casson Ferguson    | Louis Maguire        |
| Katherine Griffith | Mevrouw Kelly        |